# مقادمه (روستا)
 مقادمه  به عربی ( الُمقادِمَة  )، روستایی است در دهستان 

## جمعیت
جمعیت آن (۵۵) نفر (۴ خانوار) می‌باشد.